# 三河縣 (日本)
三河縣是日本於1868年初為管轄原先幕府位於三河國的直屬領及旗本領地所設立的行政區劃，最初曾為三河裁判所，其轄區分布於現在愛知縣的東部，縣廳設在寶飯郡的赤坂陣屋（位於現在的豐川市赤坂町地區），在1869年被拆解，轄區分別被劃入重原藩、伊那縣和靜岡藩。

## 歷史
在江戶時代三河國被拆分封給多位譜代大名，同時也有多個旗本領、寺社領及幕府直屬的天領；1868年新政府為了管理三河國內原屬旗本及幕府的領地，在渥美郡吉田關屋町（位於現在的豐橋市）的悟真寺設立三河裁判所，同時也負責管理部分位於遠江國及駿河國的原幕府領及旗本領。
三河裁判所設立一個半月後，將政務中心遷移至寶飯郡赤坂村（位於現在的豐川市）的赤坂陣屋，並改組為三河縣。
不過在隔年由於重原藩及靜岡藩的設立，三河縣的部分區域被劃給此兩藩，其餘地區被併入主要位於信濃國的伊那縣，三河縣也隨之廢除。

## 歴任知事
三河裁判所
| 職稱       | 姓名     | 上任日期      | 卸任日期     | 備註   |
| ---------- | -------- | ------------- | ------------ | ------ |
| 總督       | 平松時厚 | 1868年4月29日 | 1868年6月2日 | 原公家 |
| 參考資料： |          |               |              |        |

三河縣
| 職稱       | 姓名     | 上任日期      | 卸任日期      | 備註         |
| ---------- | -------- | ------------- | ------------- | ------------ |
| 知事       | 長岡恂   | 1868年6月9日  | 1868年6月28日 | 原高知藩藩士 |
| 知事       | 水龍     | 1868年6月28日 | 1868年9月19日 | 原佐伯藩藩士 |
| 空缺       | 空缺     | 1868年9月19日 | 1868年12月2日 |              |
| 知事       | 鳥居朝道 | 1868年12月2日 | 1869年6月24日 | 原大垣藩藩士 |
| 參考資料： |          |               |               |              |